# Jan Krengelewski
Jan Krengelewski (ur. 6 stycznia 1884 w Narzymiu, zm. 7 marca 1941 w Dachau) – polski działacz robotniczy, poseł na Sejm RP (1938–1939).

## Życiorys
W młodości pracował jako górnik w Westfalii i działał tam w polskich organizacjach, m.in. Zjednoczeniu Zawodowym Polskim i „Sokole”. W okresie plebiscytu kierował akcją polską w powiecie ełckim z ramienia Mazurskiego Komitetu Plebiscytowego. W latach 30. XX w. mieszkał w Działdowie, gdzie był zaangażowany w działalność spółdzielczą (był prezesem rady nadzorczej spółdzielni mieszkaniowej) i polityczną (sekretarz Narodowej Partii Robotniczej, sekretarz Związku Robotników Rolnych i Leśnych na Pomorzu, sekretarz Zjednoczenia Zawodowego Polskiego). Był radnym Rady Miejskiej w Działdowie oraz delegatem do Sejmiku Pomorskiego w Toruniu. W 1937 wstąpił do Stronnictwa Pracy. W 1938 przeprowadził się do Brodnicy. W listopadzie 1938 został wybrany posłem na Sejm w okręgu wyborczym nr 102 (powiaty: miejski Grudziądz, grudziądzki, brodnicki, lubawski, działdowski).
W czasie II wojny światowej wywieziony do Sachsenhausen i Dachau.
Był ojcem Franciszka Krengelewskiego.